# La Llora (danza venezolana)
El baile típico "La Llora"  es una Danza cultural realizada en el Estado Aragua, Venezuela, específicamente en el municipio José Félix Ribas el día 2° del mes de noviembre de cada año  (fecha heredada del proceso de imposición de un calendario de festividades religiosas europeas), el cual consiste en danzar en una mata de cambur atravesando una serie de canciones criollas que simulan una situación en particular, entre ellas se encuentran, La Sambailina (sambainina), La Vaca, El Oso Melero, El Aguacerito de Dios (siendo esta agregada por los nativos de la región en las últimas décadas para marcar un pequeño paréntesis en el baile),  La Chispa, El San Juan y la Magdalena y El Palito.

## Origen
El origen de este particular baile se vincula a las costumbres mortuorias de los indígenas, debido a la similitud del hecho de escenificarse coreográficamente de manera circular, alrededor de un árbol e incluir el típico grito guerrero indígena, para indicar el final de cada pieza. El cual ha sufrido muchas transformaciones tanto musicales como coreográficas a lo largo de su historia.
Principalmente, el acto consistía en que tiempo después de haber fallecido y de ser sepultado en un sitio determinado un familiar, el mismo se desenterraba en el lugar donde (luego de una previa convocatoria) parientes y amigos se reunían para recordar los momentos pasados con él.
Los parientes más cercanos del difunto van relatando aspectos significativos de la época cuando aún vivía, mientras limpian y acarician los restos mortales de este y que de esta forma se pueda honrar su alma. El evento dura algunos días. Además, cabe destacar que en el lugar se construye una especie de campamento, donde pernoctan los asistentes y en él se realizan cantos, relatos, danzas, entre otros.
Otra versión ofrecida por Simón H. López supone que este baile tiene su origen en la época colonial como “una burla de las clases consideradas inferiores a los grandes bailes ofrecidos por los mantuanos”.

## Música y baile

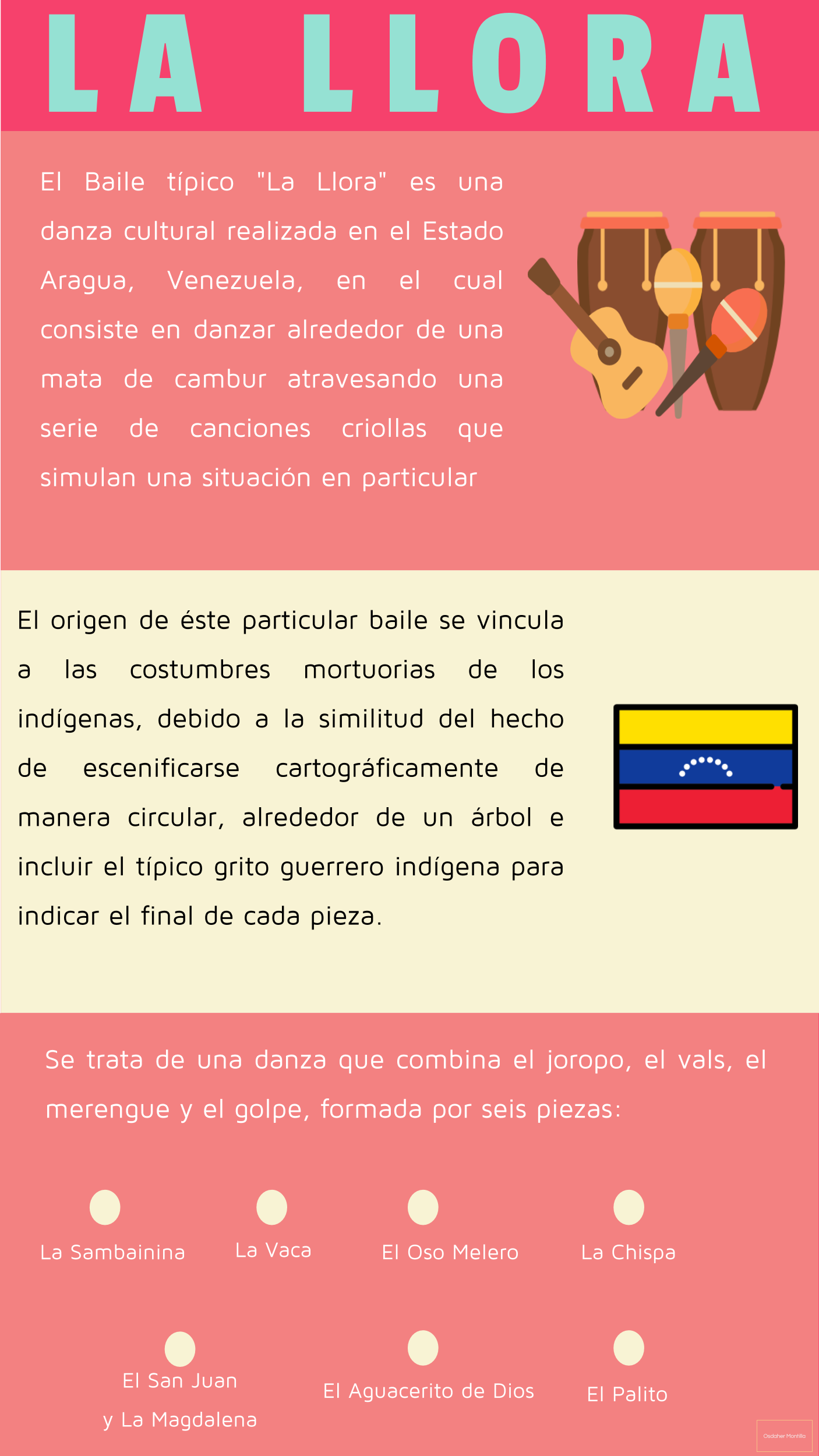
Material informativo para imprimir con relación a la 'La llora' (hecho por Osdaher Montilla)

La instrumentación del baile de La Llora incluye contrabajo, bandolina, guitarra, cuatro, dos cantadores tocando maracas, el carángano que lo tocan dos músicos. El vestuario es sencilloː los hombres, camisa o franela blanca y pantalón blanco, pañuelo de vivos colores al cuello (normalmente es de color rojo), sombrero pelo de guama y alpargatas; en cambio, las mujeres, falda ancha floreada con una blusa blanca.
Las parejas valsean en el Joropo con la Zambainina (Sambainina) y el Aguacerito de Dios, los tres primeros bailes; mientras en La Vaca, el hombre simula torear a la mujer; en El Oso la pareja baila despacio e imitando a un oso; en La Chispa los bailadores se mueven como ebrios; en San Juan y La Magdalena el hombre imita los gestos del santo en éxtasis mientras la mujer le va siguiendo; y en El Palito las parejas, agarradas por la cintura, bailan dando vueltas mientras juegan a evitar que otro de los bailadores les haga zancadillas para hacerles caer, teniendo el baile una duración aproximada de 8 a 15 minutos.